# Prva Makedonska Liga 2006/07
Die Prva Makedonska Liga 2006/07 war die 15. Spielzeit der höchsten Fußballliga Nordmazedoniens. Die Spielzeit begann am 6. August 2006 und endete am 27. Mai 2007. Titelverteidiger war Rabotnički Kometal Skopje. Meister wurde zum zweiten Mal FK Pobeda Prilep.

## Modus
Die zwölf Mannschaften traten in je drei Runden gegeneinander an, sodass 33 Spieltage zu absolvieren waren. Die Teams, die nach 22 Spielen die ersten sechs Plätze belegten hatten insgesamt 17 Heimspiele, die anderen 16. Die beiden Letzten stiegen direkt ab.
Sileks Kratovo gewann das Relegationsspiel gegen FK Skopje, den Vierten der zweiten Liga. Der Zweitligadritte Teteks Tetovo trat gegen den Zehnten, KF Shkëndija, nicht an. Damit verblieben beide Erstligisten in der höchsten Spielklasse.

## Vereine
| Verein                    | Stadt    | Stadion               | Kapazität |
| ------------------------- | -------- | --------------------- | --------- |
| Bashkimi Kumanovo         | Kumanovo | Stadtstadion Kumanovo | 02.000    |
| FK Bregalnica Štip        | Štip     | Stadtstadion Štip     | 04.000    |
| FK Napredok Kičevo        | Kičevo   | Stadtstadion Kičevo   | 05.000    |
| FK Pelister Bitola        | Bitola   | Tumbe-Kafe-Stadion    | 06.100    |
| FK Pobeda Prilep          | Prilep   | Stadion Goce Delčev   | 15.000    |
| FK Renova Džepčište       | Tetovo   | Stadtstadion Tetovo   | 15.000    |
| KF Shkëndija              | Tetovo   | Stadtstadion Tetovo   | 15.000    |
| KF Vlazrimi Kičevo        | Kičevo   | Vlazrimi Arena        | 03.000    |
| Makedonija Skopje         | Skopje   | Železarnica-Stadion   | 04.000    |
| Rabotnički Kometal Skopje | Skopje   | Philip-II-Arena       | 36.400    |
| Sileks Kratovo            | Kratovo  | Stadtstadion Kratovo  | 01.800    |
| Vardar Skopje             | Skopje   | Philip-II-Arena       | 36.400    |

## Abschlusstabelle
| Pl. | Verein                        | Sp. | S  | U  | N  | Tore    | Diff. | Punkte |
| --- | ----------------------------- | --- | -- | -- | -- | ------- | ----- | ------ |
| 1.  | FK Pobeda Prilep              | 33  | 21 | 8  | 4  | 073:420 | +31   | 71     |
| 2.  | Rabotnički Kometal Skopje (M) | 33  | 19 | 10 | 4  | 075:250 | +50   | 67     |
| 3.  | Makedonija Skopje (P)         | 33  | 18 | 10 | 5  | 065:290 | +36   | 64     |
| 4.  | Vardar Skopje                 | 33  | 17 | 8  | 8  | 063:340 | +29   | 59     |
| 5.  | FK Renova Džepčište           | 33  | 17 | 8  | 8  | 053:310 | +22   | 59     |
| 6.  | FK Pelister Bitola (N)        | 33  | 14 | 3  | 16 | 037:320 | +5    | 45     |
| 7.  | FK Napredok Kičevo (N)        | 33  | 12 | 9  | 12 | 050:470 | +3    | 45     |
| 8.  | Bashkimi Kumanovo             | 33  | 12 | 6  | 15 | 054:600 | −6    | 42     |
| 9.  | Sileks Kratovo                | 33  | 12 | 5  | 16 | 054:500 | +4    | 41     |
| 10. | KF Shkëndija                  | 33  | 10 | 8  | 15 | 039:630 | −24   | 38     |
| 11. | FK Bregalnica Štip            | 33  | 3  | 4  | 26 | 019:970 | −78   | 13     |
| 12. | KF Vlazrimi Kičevo            | 33  | 2  | 3  | 28 | 022:940 | −72   | 09     |

| (M) | amtierender mazedonischer Meister     |
| (P) | amtierender mazedonischer Pokalsieger |
| (N) | Neuaufsteiger                         |

## Kreuztabelle
| Runden 1–22 | Runden 1–22 | Runden 1–22 | Runden 1–22 | Runden 1–22 | Runden 1–22 | Runden 1–22 | Runden 1–22 | Runden 1–22 | Runden 1–22 | Runden 1–22 | Runden 1–22 | 2006/07                   | Runden 23–33 | Runden 23–33 | Runden 23–33 | Runden 23–33 | Runden 23–33 | Runden 23–33 | Runden 23–33 | Runden 23–33 | Runden 23–33 | Runden 23–33 | Runden 23–33 | Runden 23–33 |
| ----------- | ----------- | ----------- | ----------- | ----------- | ----------- | ----------- | ----------- | ----------- | ----------- | ----------- | ----------- | ------------------------- | ------------ | ------------ | ------------ | ------------ | ------------ | ------------ | ------------ | ------------ | ------------ | ------------ | ------------ | ------------ |
| POB         | RAB         | MAK         | VAR         | REN         | PEL         | NAP         | BAS         | SIL         | SHK         | BRE         | VLZ         | Verein                    | POB          | RAB          | MAK          | VAR          | REN          | PEL          | NAP          | BAS          | SIL          | SHK          | BRE          | VLZ          |
|             | 1:1         | 1:1         | 3:2         | 1:0         | 2:1         | 3:2         | 3:2         | 1:0         | 4:2         | 3:1         | 3:0         | FK Pobeda Prilep          |              | –            | 1:0          | –            | –            | 3:1          | 4:0          | 5:1          | 3:2          | –            | 4:1          | –            |
| 2:0         |             | 3:2         | 1:1         | 3:0         | 1:0         | 4:0         | 3:2         | 6:2         | 5:1         | 8:0         | 5:0         | Rabotnički Kometal Skopje | –            |              | 1:0          | –            | –            | 3:1          | 4:0          | 5:1          | 3:2          | –            | 4:1          | –            |
| 0:0         | 3:0         |             | 0:2         | 1:1         | 2:0         | 2:1         | 1:1         | 3:1         | 2:0         | 3:0         | 3:0         | Makedonija Skopje         | –            | –            |              | 1:1          | –            | 2:0          | 2:1          | 3:0          | 2:0          | –            | 4:0          | –            |
| 2:1         | 0:2         | 2:2         |             | 1:1         | 2:1         | 5:1         | 3:0         | 0:1         | 0:0         | 1:1         | 3:0         | Vardar Skopje             | 2:3          | 0:0          | –            |              | 0:1          | –            | 2:0          | –            | –            | 1:0          | –            | 10:0         |
| 2:3         | 1:1         | 0:2         | 3:0         |             | 1:0         | 0:0         | 2:2         | 3:0         | 1:2         | 3:0         | 3:0         | FK Renova Džepčište       | 4:3          | –            | 2:0          | –            |              | –            | 2:0          | 2:0          | 2:1          | –            | 4:0          | –            |
| 1:0         | 2:0         | 0:1         | 1:2         | 1:2         |             | 2:2         | 2:0         | 1:0         | 3:0         | 3:0         | 1:0         | FK Pelister Bitola        | –            | 0:2          | –            | 1:2          | 0:1          |              | 2:0          | –            | –            | 2:1          | –            | 2:0          |
| 2:2         | 0:0         | 1:0         | 1:3         | 1:1         | 0:0         |             | 1:0         | 2:0         | 2:2         | 7:0         | 03:0 *      | FK Napredok Kičevo        | –            | –            | –            | 5:3          | –            | –            |              | 4:0          | 2:0          | 2:1          | 2:0          | 3:1          |
| 2:2         | 1:3         | 2:2         | 00:3 *      | 0:3         | 1:2         | 2:1         |             | 1:0         | 6:1         | 8:1         | 2:0         | Bashkimi Kumanovo         | –            | 0:0          | –            | 4:1          | –            | 1:0          | –            |              | 1:4          | –            | 2:1          | –            |
| 2:2         | 2:1         | 1:2         | 3:2         | 3:0         | 2:0         | 3:3         | 0:1         |             | 0:0         | 4:0         | 1:1         | FK Sileks Kratovo         | –            | 0:1          | –            | 2:2          | –            | 2:1          | –            | –            |              | 6:0          | 3:0          | –            |
| 1:1         | 1:1         | 2:2         | 0:2         | 1:5         | 0:1         | 2:1         | 2:0         | 2:1         |             | 3:1         | 2:0         | KF Shkëndija              | 0:2          | –            | 1:1          | –            | 2:1          | –            | –            | 1:1          | –            |              | –            | 4:2          |
| 1:1         | 0:3         | 2:3         | 0:3         | 1:0         | 0:4         | 1:2         | 0:5         | 0:2         | 0:3         |             | 5:1         | FK Bregalnica Štip        | –            | 0:3          | –            | 0:2          | –            | 0:1          | –            | –            | –            | 1:2          |              | 2:1          |
| 2:4         | 0:3         | 0:5         | 0:1         | 1:1         | 0:1         | 1:3         | 2:3         | 2:1         | 3:0         | 0:0         |             | KF Vlazrimi Kičevo        | 1:2          | –            | 0:5          | –            | 0:1          | –            | –            | 2:3          | 2:5          | –            | –            |              |

## Relegation
| Datum         | 1. Liga        | Ergebnis | 2. Liga          | Ort                         |
| ------------- | -------------- | -------- | ---------------- | --------------------------- |
| 6. Juni 2007  | Sileks Kratovo | 2:1      | FK Skopje        | Tumbe-Kafe-Stadion (Bitola) |
| 24. Juni 2007 | KF Shkëndija   | 13:0 1   | FK Teteks Tetovo |                             |

## Torschützenliste
| Pl. | Name             | Mannschaft                                     | Tore |
| --- | ---------------- | ---------------------------------------------- | ---- |
| 01. | Boban Jančevski  | Bashkimi Kumanovo (19) FK Renova Džepčište (7) | 26   |
| 02. | Blagoja Gesoski  | FK Pobeda Prilep                               | 19   |
| 03. | Dušan Savić      | FK Pobeda Prilep                               | 16   |
| 04. | Stevica Ristić   | Sileks Kratovo                                 | 14   |
| 04. | Boško Stupić     | Sileks Kratovo                                 | 14   |
| 06. | Argjend Beqiri   | Sileks Kratovo                                 | 13   |
| 06. | Goran Stankovski | Rabotnički Kometal Skopje                      | 13   |
| 06. | Goce Toleski     | FK Renova Džepčište                            | 13   |